# Этнографические и субэтнические группы словенцев
Этнографи́ческие и субэтни́ческие гру́ппы слове́нцев — локальные группы словенского народа, имеющие собственное самоназвание и различающиеся культурными, бытовыми, языковыми и другими чертами. Обособление местных этнокультурных типов на территории расселения словенцев было обусловлено различиями в истории словенских регионов, отсутствием в течение длительного времени единого словенского государства, географическими различиями, влиянием языков и культур соседних народов, а также другими факторами. В современной Словении многие традиционные региональные особенности словенцев размываются и нивелируются. Тем не менее, до настоящего времени у словенцев наряду с общесловенским самосознанием всё ещё продолжает устойчиво сохраняться сознание принадлежности к той или иной региональной группе.
Выделяют четыре основные этнографические области словенцев — альпийскую, среднесловенскую, средиземноморскую и паннонскую, в пределах которых размещаются более мелкие локальные и региональные группы.

## Формирование региональных групп

### Влияние политической разобщённости
Славянские племена, предки современных словенцев, стали заселять римскую провинцию Внутренний Норик с VI века. Потоки славянской колонизации шли в Восточные Альпы с северного и с юго-восточного направлений. Предки словенцев заселили обширные районы на крайнем северо-западе Балканского полуострова: от верховьев рек Сава и Драва до горных районов Восточных Альп, Фриульской долины и побережья Адриатического моря, включая бассейн Среднего Дуная и часть Паннонской низменности. Постепенно в состав славянских племён вливалось местное романское население. В первой половине VII века часть словенских племён создала самостоятельное княжество Карантанию. Но уже с середины VIII века Карантания оказалась в вассальной зависимости от Баварии и Франкского государства, а в начале IX века вошла в состав империи Карла Великого. С этого времени началась немецкая колонизация словенских земель альпийского региона, уже в ранний период истории в северных и западных регионах словенцы были полностью германизированы или вытеснены со своих земель. С конца IX века словенские земли в Нижней Паннонии попали под власть Венгерского княжества, что привело впоследствии к значительной мадьяризации паннонского региона. Потеряв политическую независимость словенцы в течение почти 10 веков вплоть до XX века не имели собственной государственности, находясь под властью австрийцев, венгров и отчасти венецианцев. Несмотря на это, словенцы сумели противостоять ассимиляции и в XIX веке консолидировались как этнос. В то же время такой длительный период политической разобщённости не мог не оказать влияния на этническую структуру словенцев. Государственные, административные и церковные границы, проходившие по словенским землям, австрийское, венгерское, фриульское, венецианское и хорватское влияние в тех или иных регионах привели к территориальному обособлению словенцев и наложили отпечаток на язык, культуру и быт разных групп словенского народа.

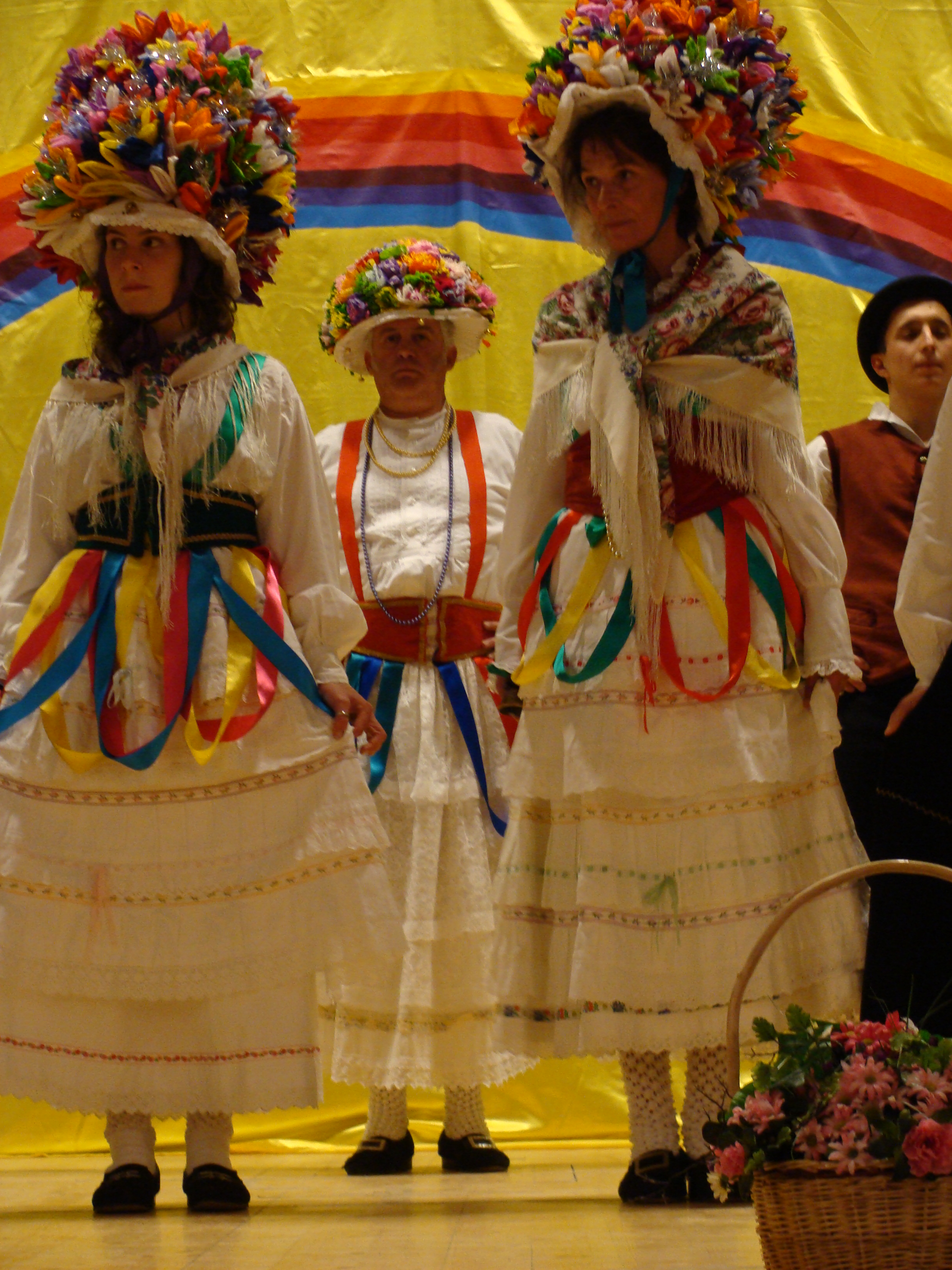
Резьяне в народных костюмах

### Влияние соседних народов
Словенцы Каринтии, Штирии и отчасти Верхней Крайны (Гореньско) подверглись значительному влиянию немецко-австрийской культуры и немецкого языка. В Словенском Приморье, Истрии и так называемой Венецианской Словении в культуре местных групп словенцев сказываются так называемые «средиземноморские» черты, обусловленные влиянием фриулов, венецианцев и итальянцев. Жители северо-восточной части Словении длительное время находились под венгерским влиянием. Часть жителей Южной Словении оказалась под влиянием сербских переселенцев и соседей-хорватов. Словенцы, живущие до настоящего времени за пределами Словении — в Италии (Триестский и Горицский Крас, Венецианская Словения, Резья, Трбиж и Канальская долина), Австрии (Каринтия, частично Штирия) и Венгрии (Порабье) до сих пор продолжают испытывать сильное языковое и культурное влияние со стороны венгров, австрийцев, фриулов и итальянцев, большинство словенцев в этих странах двуязычно.

### Диалектные различия
Одним из важных факторов обособленности словенских субэтнических групп является языковое различие. Словенский диалектный ареал включает порядка пятидесяти диалектов, объединяемых в семь основных групп: каринтийскую, гореньскую, приморскую, ровтарскую, доленьскую, штирийскую и паннонскую, особое место среди них занимают смешанные кочевские говоры. Диалекты в современном словенском обществе продолжают сохранять сильные позиции. На их основе формируются областные разговорные языки, представляющие собой своеобразные наддиалектные образования. В их числе отмечаются центральнословенский язык (в Крайне с центром в Любляне), южноштирийский язык (с центром в Целе), северноштирийский язык (с центром в Мариборе) с вариантом в Мурска-Соботе и его окрестностях, приморский язык (с вариантами в Нова-Горице, Триесте, Копере и Постойне), ровтарский язык (с центром в Шкофья-Локе и его индустриальных окрестностях) и каринтийский язык (в Австрии).
Одной из характерных особенностей диалектных различий в словенских регионах является иноязычное влияние, которое отразилось не только в заимствовании грамматических черт и лексики других языков, но и в артикуляции отдельных звуков, в ритме речи и других фонетических признаках. Так, словенцы севера и северо-запада (Каринтия, Штирия) говорят с заметным немецким «акцентом», западные словенцы (Приморье, Крас) — с итальянским и фриульским, северо-восточные словенцы (Прекмурье) — с венгерским, юго-восточные словенцы (район Сотлы и Колпы/Купы) — с хорватским.

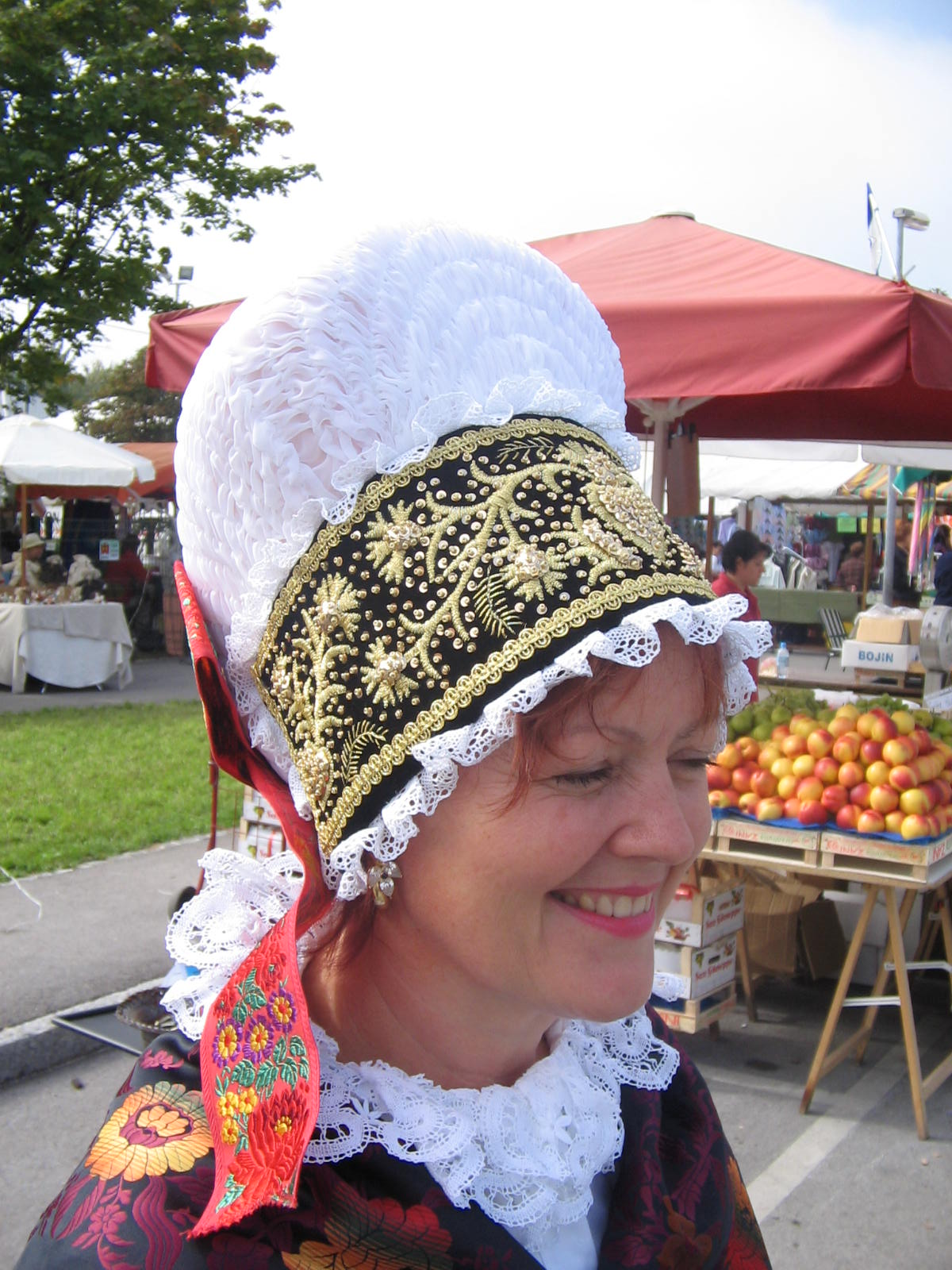
Женский народный головной убор горенского региона

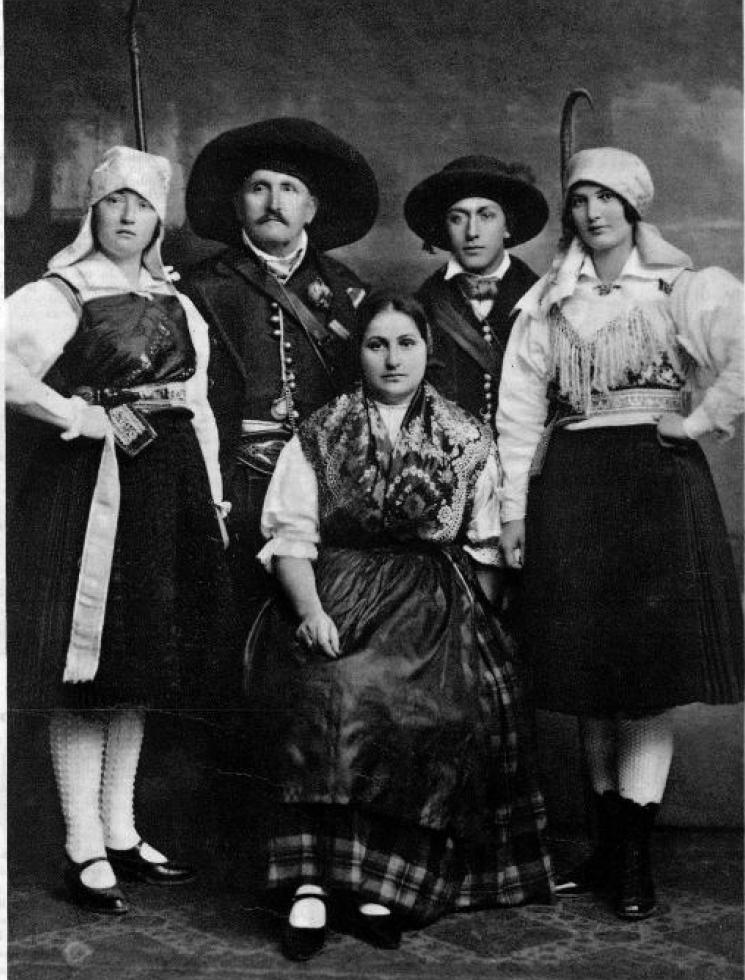
Каринтийцы в народных костюмах (1929)

### Географические и природные различия
Формирование культурных и бытовых особенностей разных групп словенцев складывалось помимо прочего под влиянием географических различий. Словенцы населяют самые разнообразные природные ландшафты: морское побережье, равнинные районы, заболоченные низменности и горные долины. Различия природных условий влияли на основной род занятий местного населения, на особенности в расположении поселений, в строительстве домов (в выборе материала, в планировке и т. п.), обуславливали ведущее значение той или иной отрасли сельского хозяйства и, соответственно, влияли на состав блюд традиционной кухни и т. д.

## Субэтнические группы
Вся этническая территория словенцев делится на четыре основных этнографических области: альпийскую, среднесловенскую, средиземноморскую и паннонскую. Какие-либо чёткие границы между указанными четырьмя областями отсутствуют. Внутри каждой из этнографических областей выделяют региональные и субэтнические группы. В альпийскую область включают корошских (каринтийских) словенцев, горенских ровтарей и савиньцев, в среднесловенскую — доленцев (доленьцев) и штайерцев (штирийцев), в средиземноморскую — нотраньцев, бенешских (венецианских) словенцев, резьян, крашевцев, горичан и других, в паннонскую — прекмурцев (прекмурских словенцев), ирлеков, холожан и белокраинцев.
Горенцы, доленцы и нотраньцы объединяются также в субэтническую общность с названием краинцы (по наименованию исторического региона Крайна). Краинцы являются наиболее самобытной группой словенского народа, в большей степени сохранившей национальные черты.
Наиболее обособленной группой словенцев средиземноморской области являются резьяне, жители горной долины реки Резьи, географически изолированные от остального словенского ареала и тесно связанные с фриулами. В их языке и культуре отчасти сохранились архаичные черты.
Особую группу составляют прекмурцы, жители северо-восточной части Словении, испытавшие сильное влияние венгерской культуры. В среде словенцев этой группы был создан литературный прекмурский язык, использовавшийся до начала XX века.
В Белой Крайне, на юге Словении, сложилась обособленная группа белокраинцев. На их формирование оказало большое влияние переселение ускоков из находившейся под властью Османской империи Сербии, в диалектах белокраинцев до сих пор сохраняются некоторые особенности сербского языка.
Одной из особых черт белокраинцев является их принадлежность к православной церкви, в то время как все остальные словенцы — католики или протестанты.